# Lírio Parisotto
Lirio Albino Parisotto (Nova Bassano, 18 de dezembro de 1953) é um empresário brasileiro e um dos bilionários mais ricos do Brasil e do mundo (1414º). Foi também segundo suplente do Senador Eduardo Braga (PMDB). Segundo a revista Forbes, tem uma fortuna superior a US$2,5 bilhão. Seu  fundo de investimentos Geração L Par FIA tem patrimônio líquido superior a R$ 4,42 bilhão. É controlador e Presidente da Innova, petroquímica e fabricante de transformados plásticos, com unidades industriais em Manaus (AM) e Triunfo (RS).

## Biografia
Lirio Albino Parisotto nasceu na área rural do município de Nova Bassano, Serra Gaúcha, Rio Grande do Sul, em 1953. Graduou-se em Medicina pela Universidade de Caxias do Sul (RS), mas trilhou carreira em todas as searas do universo dos negócios. É reconhecido por combinar e consolidar, com igual pujança, as personalidades do empreendedor e investidor, com notório legado no comércio, indústria, serviços e mercado de capitais.
Neto de imigrantes italianos, é primogênito de onze irmãos e até os sete anos falava apenas o que imaginava ser o italiano, mas era o talian, dialeto do Vêneto. 
Sua primeira escolha de caminho independente, como alternativa à vida rural, foi o seminário católico inspirado pela figura proeminente dos padres na região. Cursou o seminário dos quatorze aos dezenove anos, projeto que seria substituído pela aspiração à carreira da medicina.
Parisotto estudava para o vestibular e ganhava salário tomando conta do departamento de recursos humanos de um pequeno frigorífico com cem empregados. À noite, ganhava dinheiro extra fazendo o transporte de universitários por 100 quilômetros até a cidade de Passo Fundo (RS).
Mais adiante, Lirio Parisotto prestaria concurso para o Banco do Brasil e, aprovado, logo desistiria da carreira: escolhera empreender.
Sua célula empresarial embrionária foi uma pequena loja de instalação de equipamentos de som para automóveis, enquanto estudava para ser médico. A partir da loja, Lirio Parisotto evoluiu ao varejo de eletrodomésticos e eletroeletrônicos até conquistar, ao longo de uma década, a liderança regional com sua loja Audiolar.
Lirio Parisotto criou a empresa Videolar em Caxias do Sul, Rio Grande do Sul, introduzindo no Brasil o conceito da fita de vídeo cassete gravada sob medida, na mesma duração do filme.  Até então, os distribuidores de vídeos domésticos compravam fitas virgens prontas, em tempos pré-determinados, e as enviavam à duplicação das cópias. Um filme de 100 minutos era gravado em fitas VHS padrão de 120 minutos. O novo processo unificou as duas atividades (exemplo: fabricar, para um filme de 100 minutos, fitas na sua exata medida, usando assim na duplicação produto magnético apenas suficiente, sem sobras de matéria-prima, obtendo-se economia de escala). Parisotto observou o conceito da fita VHS sob medida quando em viagem ao Japão para conhecer a matriz da Sony, como prêmio pelo destaque em vendas de sua loja de eletroeletrônicos Audiolar, em Caxias do Sul (RS). O convite foi feito por Akio Morita, co-fundador da Sony.
Aquela ideia lhe causou profunda impressão e, em 1988, no auge da sua atividade comercial, deixou em definitivo o varejo para ingressar na indústria do vídeo, que ainda dava seus primeiros passos, fabricando as fitas pré-gravadas sob medida VHS. Na sequência viriam os audiocassetes e, mais adiante, os disquetes, CDs, DVDs e discos Blu-ray.
A partir da vantagem oferecida aos clientes, a Videolar cresceu e seguiu com investimentos em capacidade produtiva até atender mais de 95% do mercado brasileiro de home video, assim como a indústria fonográfica. A partir de Manaus (AM), foi criada uma estrutura de solução completa, ponta a ponta e única no mundo, cobrindo da fabricação à distribuição de mídias para os estúdios de Hollywood, denominados majors, as distribuidoras independentes de todos os portes, indústria fonográfica, jornais, revistas e mercado editorial como um todo.
De forma notória, a Videolar escreveu a história do vídeo no Brasil e chegou a fabricar, do Polo Industrial de Manaus para todo o país, 1.500.000 mídias por dia entre VHS, áudio cassetes, disquetes, CDs, DVDs e discos Blu-ray. Foi a única empresa em todo o mundo a atender simultaneamente às seis majors, como são chamados os estúdios cinematográficos de Hollywood.
Em 1991, Lirio Parisotto retornou ao mercado de ações, dessa vez com US$ 500.000. Seriam dois anos de permanência na Bolsa até precisar injetar capital na Videolar, num momento em que seus papéis valiam cerca de US$ 200.000.
Mais adiante, Lirio retornaria para adquirir US$ 2 milhões em ações da Eletrobrás com os primeiros dividendos da Videolar. Na época, movimentação diária, como um todo, girava em torno dos US$ 10 milhões. Em menos de dois anos, o mercado dobrou de tamanho e logo seus papéis atingiram U$ 8 milhões.
Em 1998, a crise na Ásia derrubou o mercado em 40% e Parisotto retornou às compras, dando origem ao seu fundo atual, o Geração L Par.
Em 2002, Lirio Parisotto recebeu o Prêmio Empreendedor do Ano, concedido pela consultoria Ernst & Young. No mesmo ano, constrói a primeira petroquímica da Região Norte para produzir o poliestireno, resina plástica usada como matéria-prima na fabricação dos estojos de compact discs (CDs) e videocassetes produzidos pela Videolar, além de atender à demanda de diversos fabricantes instalados no Polo Industrial de Manaus, de eletroeletrônicos, eletrodomésticos (gabinetes em geral, como os de aparelhos de ar condicionado, refrigeradores e TVs), materiais de escritório e escolar além da indústria de embalagens alimentícias.
Participou do projeto de compra das operações do Grupo RBS no estado de Santa Catarina em que incluía a compra da emissora gaúcha que operava no estado, a RBS TV Santa Catarina, mas acabou saindo do projeto por problemas pessoais e optou para tocar outros negócios. Lírio possuía 25% das operações e o Grupo NC possuía os outros 75%, agora a família Sanchez possui todas as ações das operações do Grupo no estado.
Em 2014, Lirio Parisotto e a Videolar adquiriram em conjunto a petroquímica Innova (Triunfo, Rio Grande do Sul), comprada da Petrobras, formando a Videolar-Innova, produtora de etilbenzeno, tolueno, monômero de estireno e poliestireno. Dois anos depois, a nova empresa lançou o poliestireno expansível com a marca Newcell, resina utilizada em embalagens para alimentos, bebidas e remédios, bem como para estabilizar solos de encostas e estradas, atuando também como isolante térmico em paredes e preenchimento de lajes. A estratégia declarada por Parisotto visa a substituição de importações, levando  em conta o dado de que metade do que o Brasil consome em poliestireno expansível é importado.
Listado em 2016 entre os 70 maiores bilionários do Brasil pela revista Forbes.
Parisotto foi Vice-Presidente e segue como Conselheiro Honorário da Fundação Amazonas Sustentável organização brasileira não governamental, sem fins lucrativos, criada em 20 de dezembro de 2007, engajada no desenvolvimento sustentável, conservação ambiental e a melhoria da qualidade de vida das comunidades ribeirinhas do Estado do Amazonas.
Em abril de 2017, Lirio Parisotto anunciou a decisão de duplicar sua fábrica de monômero de estireno na petroquímica de Triunfo (RS), com investimento de R$ 500 milhões, para alcançar a capacidade produtiva de 420 mil toneladas/ano a partir de abril de 2019. O contrato de fornecimento de matérias-primas assinado com a petroquímica Braskem assegurou as substâncias benzeno e eteno, componentes do etilbenzeno que, por sua vez, dá origem ao monômero de estireno fabricado pela Innova em Triunfo.
O monômero de estireno é matéria-prima estratégica para itens como asfalto, pneus, tintas, borrachas e resinas. Está presente em aplicações como tratores, botões de camisa, tecidos, tanques de postos de gasolina, piscinas e assentos de ônibus. É também insumo essencial das resinas fabricadas pela petroquímica controlada por Parisotto: os poliestirenos de uso geral (GPPS), alto impacto (HIPS) e o poliestireno expansível (EPS) Newcell, cuja fabricação foi iniciada em 2014.
Em paralelo à decisão de duplicar sua fábrica de monômero de estireno, Parisotto anunciou também que a companhia passaria a adotar exclusivamente a marca Innova, eliminando a expressão Videolar, associada ao mercado do entretenimento, predecessora da atual atividade petroquímica e de transformação de plásticos. A companhia manteve Videolar-Innova S/A para a razão social.
Em 2021, Parisotto concretizou em sua petroquímica de Triunfo (RS) o que denominou Projeto Acácia, tornando-a autoprodutora e autossuficiente na geração de energia elétrica e vapor a partir de fonte 100% renovável: a biomassa dos resíduos vegetais sólidos de madeira de acácia, pinus, eucalipto, cascas de arroz e sobras de serrarias sob a forma de cavacos.
O Projeto Acácia inaugurou um círculo virtuoso para produtores gaúchos da cadeia florestal num raio de 300 quilômetros, fornecendo a biomassa que substitui as fontes fósseis (carvão mineral e óleo combustível) até então usados pelo fornecedor de vapor.
O projeto implementado por Parisotto foi como referência de sustentabilidade na 26ª Conferência das Nações Unidas sobre as Mudanças Climáticas (COP26), realizada entre os dias 31 de outubro e 13 de novembro de 2021, em Glasgow, na Escócia.

## Política
Em 2010, foi convidado pelo então candidato a senador pelo Amazonas, Eduardo Braga, para participar de sua chapa eleitoral. Com a vitória de Braga ao senado, Lirio tornou-se segundo suplente do senador.